# Министр иностранных дел Австрии
Министр иностранных дел Австрии (нем. Außenminister der Republik Österreich) — министерский пост в правительстве Австрийской Республики. Пост учреждён в 1918 году, после распада Австро-Венгерской Империи, и образования Австрийской Республики. Должность являлась преемником поста министра иностранных дел Австро-Венгрии. После аншлюса Австрии и ликвидации австрийской государственности, 13 марта 1938 года пост министра был упразднён.
После восстановления австрийской государственности в 1945 году должность министра иностранных дел страны была восстановлена. В 2007 году Министерство иностранных дел Австрии переименовано в Министерство европейских и международных дел (нем. Bundesministerium für europäische und internationale Angelegenheiten).

## Министры иностранных дел Австрийской Республики в 1918—1938
- Виктор Адлер — (30 октября — 11 ноября 1918), (СДПА);
- Отто Бауэр — (21 ноября 1918 — 26 июля 1919), (СДПА);
- Карл Реннер — (26 июля 1919 — 22 октября 1920), (СДПА);
- Михаэль Майр — (22 октября 1920 — 21 июня 1921), (ХСПА);
- Йохан Шобер (21 июня 1921 — 26 января 1922), (государственный служащий);
- Вальтер Брайски (26 — 27 января 1922), (государственный служащий);
- Леопольд Геннет (27 января — 31 мая 1922), (государственный служащий);
- Альфред Грюнбергер (31 мая 1922 — 20 ноября 1924), (ХСПА);
- Генрих Матайя (20 ноября 1924 — 15 января 1926), (ХСПА);
- Рудольф Рамек (15 января — 20 октября 1926), (ХСПА);
- Игнац Зейпель — (20 октября 1926 — 4 мая 1929), (ХСПА);
- Эрнст Штреерувиц — (4 мая — 26 сентября 1929), (ХСПА);
- Йохан Шобер — (26 сентября 1929 — 30 сентября 1930), (государственный служащий);
- Игнац Зейпель — (30 сентября — 4 декабря 1930), — (ХСПА);
- Йохан Шобер — (4 декабря 1930 — 29 января 1932), — (государственный служащий);
- Карл Буреш — (29 января — 20 мая 1932), — (ХСПА);
- Энгельберт Дольфус — (20 мая 1932 — 10 июля 1934), (ХСПА, (ОФ);
- Штефан Таушиц — (10 июля — 3 августа 1934), (Ландбунд, ОФ);
- Эгон Бергег-Вальденегг — (3 августа 1934 — 14 мая 1936), (ОФ);
- Курт Шушниг — (14 мая — 11 июля 1936), (ОФ);
- Гвидо Шмидт — (11 июля 1936 — 11 марта 1938), (ОФ);
- Вильгельм Вольф — (11 — 13 марта 1938), (НСДАП).

## Министры иностранных дел Австрийской Республики с 1945 года
- Карл Грубер — (26 сентября 1945 — 26 ноября 1953), (АНП);
- Леопольд Фигль — (26 ноября 1953 — 10 июня 1959), (АНП);
- Юлиус Рааб — (10 июня — 16 июля 1959), (АНП);
- Бруно Крайский — (16 июля 1959 — 19 апреля 1966), (АСП);
- Луйо Тончиц-Сориньи (19 апреля 1966 — 19 января 1968), (АНП);
- Курт Вальдхайм (19 января 1968 — 21 апреля 1970), (беспартийный);
- Рудольф Кирхшлегер (21 апреля 1970 — 23 июня 1974), (беспартийный);
- Эрих Билка (23 июня 1974 — 30 сентября 1976), (беспартийный);
- Виллибальд Пар (1 октября 1976 — 24 мая 1983), (беспартийный);
- Эрвин Ланц (24 мая 1983 — 10 сентября 1984), (АСП);
- Леопольд Грац — (10 сентября 1984 — 16 июня 1986), (АСП);
- Петер Янкович — (16 июня 1986 — 21 января 1987), (АСП);
- Алоиз Мок — (21 января 1987 — 4 мая 1995), (АНП);
- Вольфганг Шюссель — (4 мая 1995 — 4 февраля 2000), (АНП);
- Бенита Ферреро-Вальднер — (4 февраля 2000 — 20 октября 2004), (АНП);
- Урсула Плассник — (20 октября 2004 — 2 декабря 2008), (АНП);
- Михаэль Шпинделеггер — (2 декабря 2008 — 16 декабря 2013), (АНП);
- Себастьян Курц — (16 декабря 2013 — 18 декабря 2017), (АНП).
- Карин Кнайсль — (18 декабря 2017 — 3 июня 2019), (беспартийная по квоте АПС);
- Александер Шалленберг — (3 июня 2019 — 11 октября 2021), (беспартийный до 2020, затем АНП);
- Михаэль Линхарт — (11 октября 2021 — 6 декабря 2021), (беспартийный);
- Александер Шалленберг — (6 декабря 2021 — 3 марта 2025), (АНП);
- Беате Майнль-Райзингер — (3 марта 2025 — по настоящее время), (NEOS).